# Prudhoe
Prudhoe este un oraș în comitatul Northumberland, regiunea North West, Anglia. Orașul se află în districtul Tynedale.